# 40 км (зупинний пункт, Придніпровська залізниця)
40 кіломе́тр — пасажирський залізничний зупинний пункт Дніпровської дирекції Придніпровської залізниці на електрифікованій лінії Самар-Дніпровський — Воскобійня між станціями Кам'янське (12 км) та Балівка (17 км). Розташований на правому березі річки Орелі, біля кооперативу «Янтарний», у Дніпровському районі Дніпропетровської області.

## Пасажирське сполучення
До березня 2020 року по вихідним дням курсувала одна пара приміських електропоїздів сполученням Дніпро — Балівка.